# Прейлі
Прейлі (лит. Preiliai, нім. Prely) — місто в Латвії. Адміністративний центр Прейльського краю. Одне з найстаріших міст Латвії.

## Назва
- Прейлі (лит. Preiļi;  вимова; латг. Preili)
- Прелі (нім. Prely)
- Преле (пол. Prele)

## Географія
Прейлі розташоване на південному сході Латвії, в історичній області Латгалія, за 204 км на південний схід від Риги.

## Клімат
| Кліматограма Прейлі | Кліматограма Прейлі | Кліматограма Прейлі | Кліматограма Прейлі | Кліматограма Прейлі | Кліматограма Прейлі | Кліматограма Прейлі | Кліматограма Прейлі | Кліматограма Прейлі | Кліматограма Прейлі | Кліматограма Прейлі | Кліматограма Прейлі |
| --- | ------------------- | ------------------- | ------------------- | ------------------- | ------------------- | ------------------- | ------------------- | ------------------- | ------------------- | ------------------- | ------------------- |
| С | Л                   | Б                   | К                   | Т                   | Ч                   | Л                   | С                   | В                   | Ж                   | Л                   | Г                   |
| 54 −3 −7 | 47 −2 −7            | 48 3 −4             | 48 11 2             | 71 17 8             | 82 20 12            | 85 23 15            | 82 21 14            | 67 16 9             | 68 9 4              | 58 4 0              | 53 0 −4             |
| Середня макс. і мін. температури повітря (°C) Атмосферні опади (мм), за рік : 763 мм. Джерело: «Climate-Data.org» (англ.) |                     |                     |                     |                     |                     |                     |                     |                     |                     |                     |                     |

## Історія

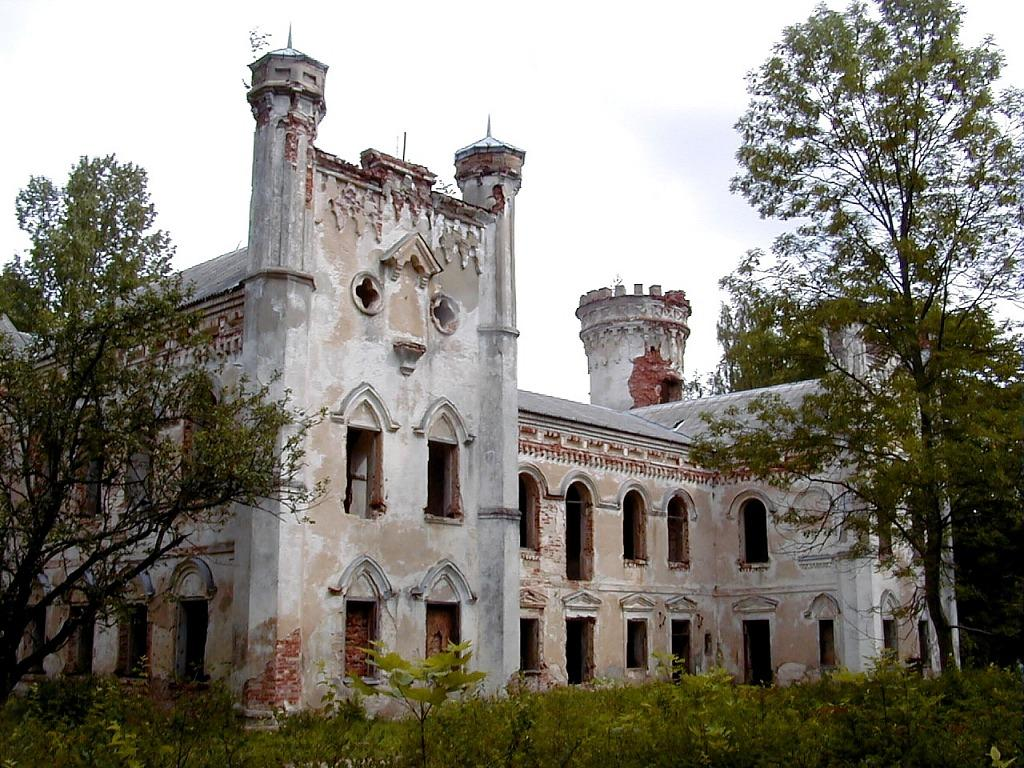
Миза Прейлі

Поселення на місці Прейлі вперше згадане у 1250 році, а сама назва Прейлі вперше була згадана у 1348 році. Тоді поселення входило до складу Єрсікського князівства.
У 1828 році це було селище зі 179-ма будинками та 1 615 мешканцями. У 1897 році в місті мешкало 2104 особи.
З другої половини 19 століття Прейлі проводилися масштабні ярмарки, про це свідчить велика ринкова площа. У 1865 році в Прейлі було засновано перший навчальний заклад.
1928 року Прейлі отримало права міста. Площа новоявленого міста на той момент становила 260 гектарів, тут було 309 будівель і працювали 213 торгових підприємств, католицькі, старообрядські та лютеранські церкви, синагога і три основні школи.
30 вересня 1938 року президент Латвії Карліс Ульманіс затвердив герб міста Прейлі, в якому на золотому фоні зображений чорний крук, що обернувся управо, символізуючий мудрість, відвагу й силу. 
У 1949 році Прейлі стало центром району, що стимулювало стрімкий розвиток міста.

## Населення
| Рік  | Чисельність | Чисельність |
| ---- | ----------- | ----------- |
| 1897 | 2104        |             |
| 1935 | 1662        |             |
| 1959 | 4751        | [ 3 ]       |
| 1970 | 4953        | [ 3 ]       |
| 1979 | 6976        | [ 3 ]       |
| 1989 | 9539        | [ 3 ]       |
| 1991 | 9900        | [ 3 ]       |
| 2000 | 8909        | [ 3 ]       |

| Рік  | Чисельність | Чисельність |
| ---- | ----------- | ----------- |
| 2001 | 8882        | [ 3 ]       |
| 2002 | 8787        | [ 3 ]       |
| 2003 | 8733        | [ 3 ]       |
| 2004 | 8605        | [ 3 ]       |
| 2005 | 8509        | [ 3 ]       |
| 2006 | 8376        | [ 3 ]       |
| 2007 | 8286        | [ 3 ]       |
| 2008 | 8203        | [ 3 ]       |

| Рік  | Чисельність | Чисельність |
| ---- | ----------- | ----------- |
| 2009 | 8097        | [ 3 ]       |
| 2010 | 7988        | [ 3 ]       |
| 2011 | 7883        | [ 4 ]       |
| 2012 | 7112        | [ 3 ]       |
| 2013 | 6971        | [ 3 ]       |
| 2014 | 6842        | [ 3 ]       |
| 2015 | 6729        | [ 3 ]       |
| 2016 | 7074        | [ 5 ]       |

| Рік  | Чисельність | Чисельність |
| ---- | ----------- | ----------- |
| 2017 | 6522        | [ 6 ]       |
| 2018 | 6423        | [ 3 ]       |
| 2019 | 6340        | [ 7 ]       |
| 2020 | 6248        | [ 8 ]       |
| 2021 | 6161        | [ 9 ]       |
| 2022 | 6026        | [ 10 ]      |
| 2023 | 5952        | [ 11 ]      |
| 2024 | 5841        | [ 12 ]      |

| Рік  | Чисельність | Чисельність |
| ---- | ----------- | ----------- |
| 1897 | 2104        |             |
| 1935 | 1662        |             |
| 1959 | 4751        | [ 3 ]       |
| 1970 | 4953        | [ 3 ]       |
| 1979 | 6976        | [ 3 ]       |
| 1989 | 9539        | [ 3 ]       |
| 1991 | 9900        | [ 3 ]       |
| 2000 | 8909        | [ 3 ]       |

| Рік  | Чисельність | Чисельність |
| ---- | ----------- | ----------- |
| 2001 | 8882        | [ 3 ]       |
| 2002 | 8787        | [ 3 ]       |
| 2003 | 8733        | [ 3 ]       |
| 2004 | 8605        | [ 3 ]       |
| 2005 | 8509        | [ 3 ]       |
| 2006 | 8376        | [ 3 ]       |
| 2007 | 8286        | [ 3 ]       |
| 2008 | 8203        | [ 3 ]       |

| Рік  | Чисельність | Чисельність |
| ---- | ----------- | ----------- |
| 2009 | 8097        | [ 3 ]       |
| 2010 | 7988        | [ 3 ]       |
| 2011 | 7883        | [ 4 ]       |
| 2012 | 7112        | [ 3 ]       |
| 2013 | 6971        | [ 3 ]       |
| 2014 | 6842        | [ 3 ]       |
| 2015 | 6729        | [ 3 ]       |
| 2016 | 7074        | [ 5 ]       |

| Рік  | Чисельність | Чисельність |
| ---- | ----------- | ----------- |
| 2017 | 6522        | [ 6 ]       |
| 2018 | 6423        | [ 3 ]       |
| 2019 | 6340        | [ 7 ]       |
| 2020 | 6248        | [ 8 ]       |
| 2021 | 6161        | [ 9 ]       |
| 2022 | 6026        | [ 10 ]      |
| 2023 | 5952        | [ 11 ]      |
| 2024 | 5841        | [ 12 ]      |

## Міста-побратими
- Ніжин, Україна (з 6 вересня 2022)[13]